# Starfall
Starfall är det svenska power metal-bandet Dragonlands tredje studioalbum, utgivet i oktober 2004 på bandets nya skivbolag, tyska Century Media Records. Skivan distribuerades även av skivbolag i USA, Japan, Ryssland, Mexiko, Sydkorea och Taiwan. 
Skivan producerades av Tom S. Englund (Evergrey), Arnold Lindberg och bandets keyboardist Elias Holmlid. Englund bidrog även med sång och gitarr tillsammans med bandkollegan Henrik Danhage. Ny bandmedlem var Jesse Lindskog som tog över trumslagarrollen.
Albumet är inte en fortsättning på The Dragonland Chronicles utan är fristående.

## Låtlista
1. "As Madness Took Me" – 3:57
2. "Starfall" – 3:19
3. "Calling My Name" – 4:49
4. "In Perfect Harmony" – 4:42
5. "The Dream Seeker" – 5:32
6. "The Shores of Our Land" – 6:46
7. "The Returning" – 4:41
8. "To the End of the World" – 4:40
9. "The Book of Shadows Part I: A Story Yet Untold" (instrumental) – 3:13
10. "The Book of Shadows Part II: The Curse of Qa'a" – 2:51
11. "The Book of Shadows Part III: The Glendora Outbreak" (instrumental) – 4:51

Bonusspår på japanska utgåvan
1. "Rusty Nail" (X Japan-cover) – 5:46
2. "Sole Survivor" (Helloween-cover) – 4:12

## Medverkande
Musiker
- Jonas Heidgert – sång
- Nicklas Magnusson – gitarr
- Olof Mörck – gitarr
- Elias Holmlid – keyboard
- Christer Pedersen – basgitarr
- Jesse Lindskog – trummor

Bidragande musiker
- Tom S. Englund – sång, körsång, gitarr
- Arnold Lindberg – sång, körsång
- Anders Hammer – körsång
- Benjamin Holmlid – körsång
- Henrik Danhage – gitarr
- Johanna Andersson – sång
- Björn Dellming – körsång
- Jim Samuelsson – körsång
- Rebecca Brembeck – sång

Produktion
- Tom S. Englund – producent
- Arnold Lundberg – producent, studiotekniker, mixning
- Elias Holmlid – producent
- Dragan Tanaskovic – mastering
- ToxicAngel – omslagskonst
- Carsten Drescher – layout, design
- Olle Carlsson – foto